# Шрипур (город, Газипур)
Шрипур или Срипур (англ. Sreepur) — город в центральной части Бангладеш, административный центр одноимённого подокруга. Площадь города равна 14,61 км². По данным переписи 2001 года, в городе проживало 16 766 человек, из которых мужчины составляли 52,86 %, женщины — соответственно 47,14 %. Плотность населения равнялась 1148 чел. на 1 км². Уровень грамотности населения составлял 41,7 % (при среднем, по Бангладеш, показателе 43,1 %).